# Esofagogastroduodenoscopia

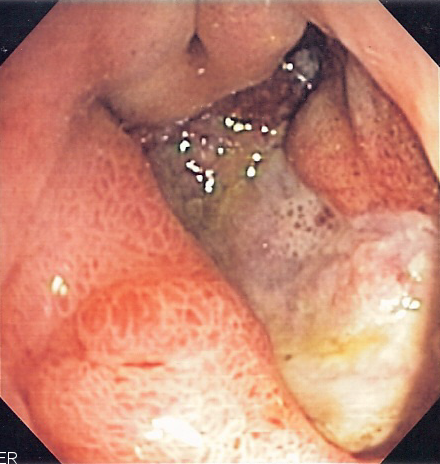
Imagen, por Esofagogastroduodenoscopia, de una úlcera péptica profunda.

La esofagogastroduodenoscopia  (EGD), también llamada endoscopia gastrointestinal alta, panendoscopia oral o simplemente gastroscopia (en algunos países hispanohablantes, las palabras terminadas en -scopia se usan con acento:-scopía) es un examen médico que visualiza el esófago, el estómago y el duodeno. Para su realización se utiliza un endoscopio, unos tubos flexibles cuya cabeza es móvil y controlada por el operador, en cuya punta tienen una cámara de video y una luz que ilumina el órgano examinado. La imagen es transmitida a un monitor en donde se pueden identificar lesiones como úlceras, erosiones y neoplasias de los órganos examinados. Durante el procedimiento también se pueden obtener muestras de tejido para realizar biopsias. 
Es un procedimiento médico que se realiza por un especialista en endoscopia digestiva, normalmente un gastroenterólogo (especialista en aparato digestivo). Sin embargo, otras especialidades afines, como los cirujanos del aparato digestivo, pueden ser entrenados en esta técnica.

## Utilidad
Este examen ayuda a determinar:
- la causa de dolor abdominal;
- el origen de una anemia inexplicable;
- los motivos de la dificultad en la deglución o de la regurgitación de comida sin digerir;
- la raíz de una hemorragia digestiva alta (hemorragia gastrointestinal);
- determinar la presencia de Helicobacter pylori;
- el estado del estómago y del duodeno después de una operación;
- otras alteraciones digestivas.

El examen también se puede emplear para obtener una muestra de tejido para realizar una biopsia.
En una EGD, normalmente el esófago, el estómago y el duodeno deben estar lisos y de color carnoso. No debe haber sangrado, neoplasias, úlceras ni inflamación.
Los resultados anormales pueden mostrar divertículos (bolsas anormales en el revestimiento de los intestinos), anillos esofágicos, esofagitis, estrechez de esófago, varices esofágicas, hernia de hiato, masas gástricas, inflamación del estómago y el duodeno, síndrome de Mallory-Weiss (desgarro), oclusión del tracto digestivo, tumores y úlceras (agudas o crónicas) en cualquiera de los tres órganos.

## Técnica
Para la realización del procedimiento, y según los casos, puede que se aplique sedación al paciente. La sedación consiste en administrar un fármaco para que el paciente se relaje, se duerma y olvide el procedimiento. Se recomienda porque el procedimiento, aunque no es doloroso, puede ser molesto para el paciente por el reflejo nauseoso que produce. Para reducir la náusea o las ganas de toser se puede aplicar anestesia local en la garganta. Para proteger los dientes y el endoscopio, se introduce un protector bucal y se deben retirar las prótesis dentales removibles.
El endoscopista, con el paciente tumbado sobre su costado izquierdo, introduce el endoscopio por la boca en el esófago y luego procede a entrar al intestino delgado en su primera parte llamada duodeno. Desde allí se regresa examinando cada parte con detenimiento para encontrar lesiones. Si se encuentra una lesión se puede tomar una biopsia por el canal de trabajo del endoscopio.
Para poder visualizar los órganos, el endoscopista introduce aire para separar sus paredes, a la vez inyecta agua por el canal de trabajo para lavar el moco y la saliva que obstruya la visualización adecuada. Por este mismo motivo es necesario que el estómago esté vacío, por lo que el paciente debe estar en ayunas. La presencia de alimentos obstruye la visibilidad y aumenta el riesgo de broncoaspiración durante el procedimiento.
Después de completarse el examen, se restringen los alimentos sólidos y los líquidos hasta que retorne el reflejo nauseoso, de manera que la persona no se ahogue.
El examen dura aproximadamente de 5 a 20 minutos.

### Lo que se siente durante el examen
El anestésico local dificulta la deglución, pero esta molestia pasa poco después del procedimiento. El endoscopio suele provocar algo de náuseas en la parte posterior de la garganta. Puede haber una sensación de gas y se puede sentir el movimiento del endoscopio en el abdomen. Asimismo, es posible que las biopsias no se sientan en el momento de tomarlas y, debido a la sedación intravenosa, es probable que no se sienta ninguna molestia y que no se tengan recuerdos del examen.

## Procedimientos terapéuticos

Imagen endoscópica del esófago de Barrett.

El procedimiento permite realizar determinados tratamientos. Se puede, por ejemplo, detener un sangrado digestivo alto por medio de varios instrumentos y técnicas: inyectar sustancias que disminuyan el sangrado, realizar electrocoagulación de un vaso sanguíneo, o colocar ligas sobre varices esofágicas que estén sangrando. También puede resecar (quitar) lesiones como pólipos o tumores gástricos tempranos. Otra utilidad terapéutica es la colocación de gastrostomías endoscópicas percutáneas (PEG), que son dispositivos que permiten pasar alimentos directamente al estómago desde una sonda colocada sobre la pared abdominal.

## Contraindicaciones
No existen contraindicaciones absolutas, aunque se debe tener precaución con las siguientes:
- Paciente en choque por hemorragia digestiva hasta que se haya recuperado adecuadamente.
- Paciente con infarto agudo de miocardio reciente o con insuficiencia cardíaca grave.
- Arritmias severas.
- Aneurisma de la aorta de gran tamaño.
- Descompensación respiratoria con gran restricción.
- Divertículo por pulsión de la hipofaringe (divertículo de Zenker); si se realiza la endoscopia debe ser con gran cuidado por un endoscopista experimentado.
- Esofagitis corrosiva (fase aguda).
- Sospecha de perforación gástrica.
- Postoperatorio inmediato en cirugía digestiva alta (peligro de dehiscencia de la sutura).
- Trastornos serios de la coagulación.
- Preparación inadecuada.
- Trastornos psíquicos y falta de cooperación.
- Infección aguda importante.
- Anomalías ortopédicas o neurológicas que limiten los movimientos de cuello (osteocondritis notable, cifoescoliosis extrema).
- Antecedentes de alergia a los anestésicos.

## Complicaciones
Es un procedimiento "seguro" y las complicaciones "importantes" mencionadas a continuación son poco frecuentes (menos de 1 caso por cada 1000 personas).
Como complicaciones asociadas al mismo proceso endoscópico podemos citar: 
- broncoaspiración de contenido gástrico a los pulmones desencadenando una neumonía;

- perforación del estómago, el duodeno o el esófago, ya sea por un adelgazamiento de la pared (como en un divertículo duodenal) o por un procedimiento terapéutico (resección de un cáncer gástrico temprano);

- sangrado digestivo alto debido a los procedimientos terapéuticos, que suele poder detenerse por medio de la misma endoscopía.

Además, los riesgos normales de cualquier intervención con anestesia producidos por una reacción adversa al anestésico, al medicamento o al tranquilizante. Esta reacción podría causar:
- apnea (falta de respiración);
- bradicardia;
- sudoración excesiva;
- hipotensión (presión arterial baja);
- laringoespasmo (espasmo de la laringe);
- depresión respiratoria (dificultad para respirar).